# 新しい人へ
「新しい人へ」（あたらしいひとへ）は、日本のフォークバンド・海援隊のメジャー24作目（通算28作目）のシングル。

## 概要
- 前作「エレジー」から約5か月ぶりのシングル。同時に8センチシングル規格としては最後の作品である。
- 表題曲はメンバーの武田鉄矢主演のテレビドラマ『3年B組金八先生』の第5シリーズ主題歌に起用された。同作のタイアップを手掛けるのは「スタートライン」以来4作ぶり、通算4作目となった。
- カップリング曲はメンバーの武田主演の映画『プロゴルファー織部金次郎5 愛しのロストボール』の主題歌に起用された。同作のタイアップを手掛けるのは「おつかれさま」以来、通算3作目となった。
- オリコンチャート最高位44位を獲得。「スタートライン」以来4作ぶりに圏内入りを果たした。

## 収録曲
1. 新しい人へ
作詞：武田鉄矢
作曲：千葉和臣
編曲：原田末秋
2. あるがままに
作詞：武田鉄矢
作曲：中牟田俊男
編曲：岩崎文紀
3. 新しい人へ (Original Karaoke)
作曲：千葉和臣
編曲：原田末秋
表題曲のオリジナル・カラオケバージョン。
4. あるがままに (Original Karaoke)
作曲：中牟田俊男
編曲：岩崎文紀
カップリング曲のオリジナル・カラオケバージョン。

## タイアップ
- TBS系列木曜ドラマ『3年B組金八先生』第5シリーズ主題歌 (#1)
- 東映配給映画『プロゴルファー織部金次郎5 愛しのロストボール』主題歌 (#2)

## 収録アルバム
- 朱夏を過ぎて白秋へ (#1 album version,2)
- 光陰矢のごとし-3年B組金八先生主題歌集- (#1)
- 3年B組金八先生主題歌集 (#1,3)
- エッセンシャル・ベスト 1200 海援隊 (#1)